# Hačinoko
Hačinoko (japonsko: 蜂の子)  je tradicionalna japonska jed iz ličink os, ki so pripavljene po sladko-kislem načinu (japonsko tsukudani) z dodatkom kisa, sakeja in sladkorja.